# Tomás Centeno Sierra
Tomás Centeno Sierra (Valderas, província de Lleó, 1907 - Madrid, 28 de febrer de 1953) va ser un polític i sindicalista espanyol. Va actuar a més com a major de milícies durant la guerra civil espanyola.

## Biografia

### Guerra civil
Després de produir-se el cop d'estat del 18 de juliol de 1936 que va donar lloc a la Guerra Civil es va posar al capdavant del batalló de milícies "Pueblo Nuevo, Ventas", el qual formava part de la Columna Mangada. Va participar en el comandament de la 92a Brigada Mixta en un atac sobre Nules el 7 de novembre de 1938, on la seva actuació va ser destacada. Entre el 7 i el 21 de desembre de 1938 va passar a manar de forma provisional la 70a Divisió, tornant després de nou a comandar la 92a brigada, amb la que va participar en la batalla de Valsequillo.

### Dictadura franquista
Després de la guerra Tomás Centeno va ser president del sindicat Unió General de Treballadors, i formava part de l'executiva del Partit Socialista Obrer Espanyol en la clandestinitat quan va ser detingut per la Brigada Político-Social (policia franquista) el 1953. La premsa de l'època el va qualificar de «membre d'una banda de malfactors, estafadors i falsificadors».

### Assassinat
Tomás Centeno va morir víctima de les tortures a les que va ser sotmès als soterranis de la Direcció General de Seguretat, situada a la Puerta del Sol de Madrid. Sobre la seva mort es va afirmar que «Centeno va posar fi a la seva vida en el mateix calabós amb la vora d'un dels fleixos del somier d'acer». El Butlletí 102 de la UGT, clandestina en el seu moment, informava que «el cos havia estat trobat en l'exterior de la cel·la que ocupava».
Després de l'assassinat de Tomás Centeno, les direccions executives del Partit Socialista i del sindicat UGT de l'interior van veure sensiblement disminuïdes les seves capacitats, a causa de la forta repressió policial a la que eren sotmesos. Entre 1939 i 1953 van ser desarticulades per la policia franquista fins a set direccions del PSOE, a més de la direcció de la UGT que va caure amb la detenció de Centeno. Tant el partit com el sindicat es van veure llavors reduïts a cèl·lules inconnexes de militants sense cap possibilitat d'exercir la seva acció política sobre la societat.
El sindicat UGT va denominar a una de les seves seus en Sevilla "Centre Tomás Centeno" en el seu honor.